# Bundesautobahn 66
Bundesautobahn 66 (em português: Auto-estrada Federal 66) ou A 66, é uma auto-estrada na Alemanha.
A Bundesautobahn 66 tem 114 km de comprimento.

## Estados
Estados percorridos por esta auto-estrada:
- Hessen